# Abivard
Abivard, Abiward o Abi-ward è stata un'antica città sasanide, in quello che attualmente è il Turkmenistan.
Scavi archeologici dell'antica Abivard sono stati condotti nell'ultimo secolo a circa 8 km a ovest della stazione di Kahka, in un'area di 12.000 m². La collina (tell) centrale ha un'altezza di circa 18 metri e una circonferenza di circa 210 metri.